# Belagerung von Sargans
Etzel · Pfäffikon · Grüningen I · Freienbach · Blickensdorf · Hirzel · Bremgarten · Regensberg · Grüningen II · St. Jakob an der Sihl · Greifensee · St. Jakob an der Birs · Erlenbach I · Koblach · Sargans · Wil · Kirchberg · Wolfhalden · Obertoggenburg · Wigoltingen · Erlenbach II · Männedorf · Wollerau · Ragaz
Die Belagerung von Sargans war ein militärischer Konflikt, der vom 5. bis zum 12. Februar 1445 im Verlaufe des Alten Zürichkriegs im heutigen Sarganserland ausgetragen wurde. Die Gegner waren auf der einen Seite Truppen der eidgenössischen Orte und des Zugewandten Ortes Appenzell, auf der anderen Seite Truppen der Werdenberger und deren Verbündeten.

## Vorgeschichte
Im Mai und im September 1444 führten die Eidgenossen zwei Feldzüge gegen die aufbegehrenden Sarganserländer durch, bei denen sie die Herrschaften Nidberg und Freudenberg, die unter dem Schutz des seit dem 30. Januar 1437 mit Schwyz und Glarus in einem Landrecht stehenden Grafen Heinrich II. von Werdenberg-Sargans († ca. 1447) und dem Feldkircher Vogt Wolfhart V. von Brandis standen, in Besitz nahmen und die Landleute aufforderten, ihnen Treue zu schwören. Zudem verlangten sie von Graf Heinrich, dass er ihnen als ihr Landsmann Burg und Stadt Sargans für den Krieg gegen die Habsburger offenhalte und Glarus erhob Ansprüche auf die Burgen Nidberg und Freudenberg.
Hierauf wechselten Graf Heinrich, wohl auch aufgrund der Bedrängnis durch die Landleute in seinem eigenen Herrschaftsgebiet – zusammen mit Wolfhart von Brandis – die Seiten und erklärte den beiden Orten am 30. November 1444 «als ein graf des richs», also im Namen des Königs, den Reichskrieg. Er beschuldigte sie, seine Leute beraubt und unabgesagt «in ünser land Sangans» eingefallen zu sein. Unmittelbar darauf erfolgte eine gut geplante grössere militärische Aktion unter der Führung der Werdenberger und der Freiherren von Brandis, als am 1. Dezember ein Heer in der Stärke von angeblich 6000 Mann von Osten her durch das Seeztal vorrückte und Walenstadt besetzte, wo Heinrichs ältester Sohn, Wilhelm von Werdenberg–Sargans, das Kommando übernahm.
Nach einem am 28. Januar 1445 von österreichischer Seite unternommenen Kriegszug unter dem Kommando von Hans von Rechberg gegen die mit den Eidgenossen verbündeten Stadt Wil besammelten sich diese in Appenzell, um einen Rachefeldzug gegen Vorarlberger Gebiet durchzuführen, der sich gegen die Österreicher und insbesondere auch den als treulos empfundenen Grafen Heinrich und gegen Wolfhart von Brandis richtete.
Am 30. Januar 1445 marschierte das Heer, das aus 2000 Appenzellern, Toggenburgern und Wiler Stadtbürgern sowie weiteren 2000 Eidgenossen aus den Orten Schwyz, Glarus, Bern, Zug und Nidwalden bestand, bei Montlingen über den Rhein, wo sie nach einem für sie siegreichen Gefecht bei Koblach das rechtsseitige Alpenrheintal verheerten. Danach wechselten sie zunächst wieder auf das linksseitige Rheinufer und zogen am 3. Februar über Altstätten gegen die Grafschaft Werdenberg, wo eine Abteilung ausgeschieden wurde, um den Fluss erneut zu überqueren und gegen die Freiherren von Brandis vorzugehen; dabei wurde die Burg Gutenberg und der dazugehörige Ort Balzers (Grafschaft Vaduz im heutigen Liechtenstein) gebrandschatzt.

## Die Belagerung

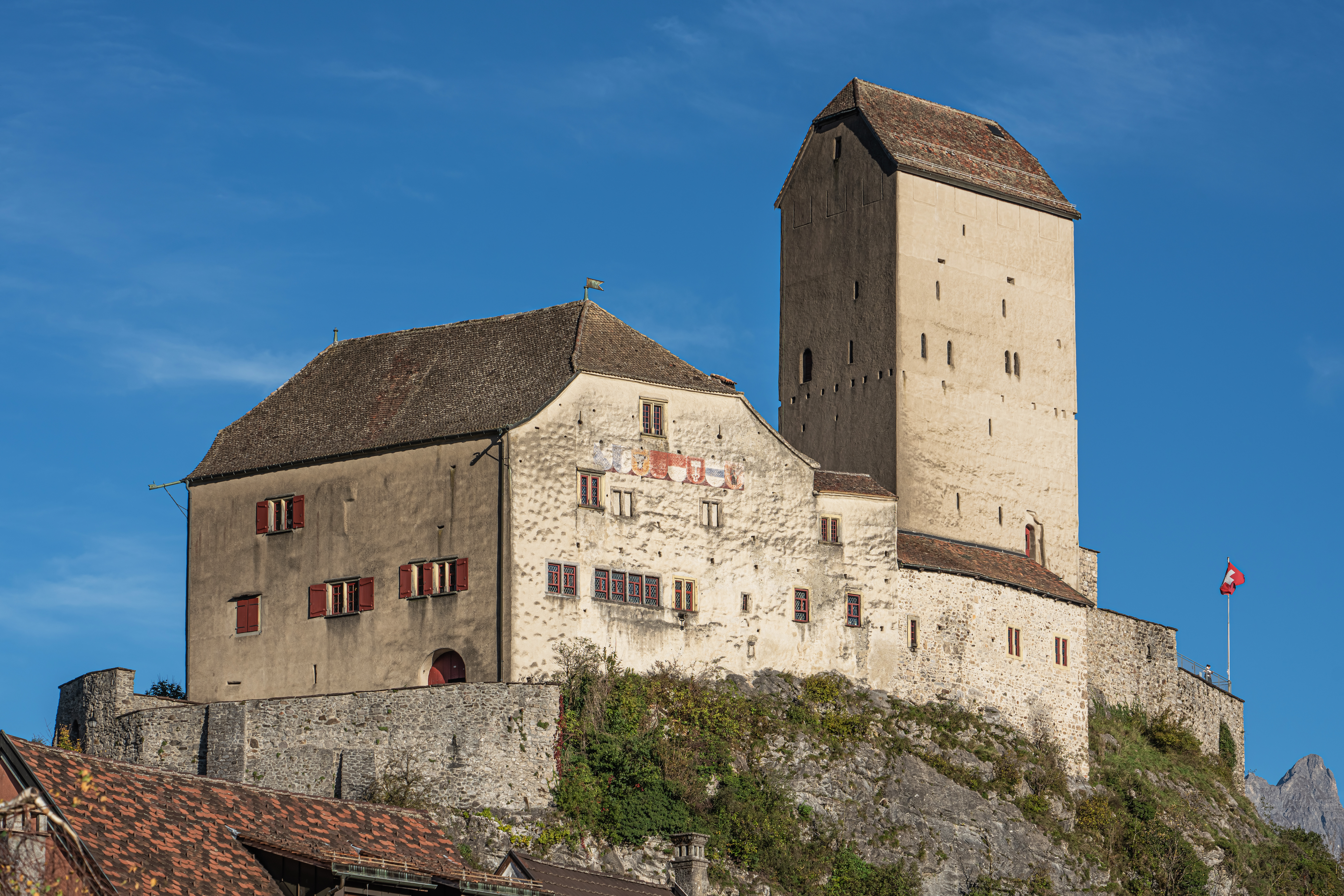
Die belagerte Burg Sargans

Am 5. Februar 1445 zog das gesamte Heer über den Schollberg vor die Letzinen bei Mels, worauf die Sarganser Landleute die Flucht ergriffen und die Belagerung des Städtchens Sargans aufgenommen wurde. Sargans wurde von 600 Söldnern verteidigt und die dicken Mauern boten einigen Schutz; die Eidgenossen gingen einige Zeit hartnäckig gegen die beide Sarganser Stadttore vor, wo es ihnen nach zwei Stunden gelang, die Stadttore gewaltsam aufzubrechen und in die Stadt zu gelangen, so dass sich Graf Heinrich mit seinen Verteidigern nach einigen Verlusten auf seine namensgebende Burg zurückziehen musste. Hierbei fiel den Appenzellern das Banner der Stadt Sargans in die Hände.
Die Belagerung der Burg gestaltete sich indes schwieriger, da die Eidgenossen auf ihrem Feldzug kein Belagerungsgerät mitgeführt hatten. Es fehlte vor allem an Geschützen, so dass sie den Ringmauern der Burg keine ernsthaften Schäden zufügen konnten; auch an eine Erstürmung war nicht zu denken, zumal noch nicht einmal Leitern vorhanden waren. Nach einer Woche entschieden sich die Eidgenossen, die Belagerung abzubrechen und wandten sich, nachdem sie das Städtchen Sargans bis auf die Grundmauern niedergebrannt hatten, am 12. Februar gegen das Seeztal, wo die Orte Mels sowie Flums, wo sich eine Eisenhütte befand, um je 1000 Gulden Schutzgeld erpresst wurden und eine Menge Eisen und Stahl aus dem Eisenbergwerk Gonzen sowie Vieh und Hausgeräte weggeführt wurde.
Danach machte sich das Heer auf den Heimweg. Die Stadt Walenstadt blieb auf dem Rückweg unangetastet, da sie eine starke gegnerische Besatzung aufwies. Das Heer zog beutebeladen über die Letzi am Raischiben teils über den Walensee nach Weesen und über den Kerenzerberg nach Glarus, wo es sich auflöste.

## Folgen
Am 11. Juni 1445 erfolgten zwei grössere Vorstösse der österreichischen Seite gegen Appenzell und Toggenburg, die im Gefecht bei Kirchberg und der Schlacht bei Wolfhalden von letzteren abgewehrt wurden. Die Appenzeller zerstörten Ende Dezember 1445 ihrerseits das Städtchen Rheineck, eroberten die Vogtei Rheintal und schoben damit die eidgenössisch-österreichische Grenze de facto bis an den Rhein vor. Der Waffenstillstand vom 12. Juni 1446 beendete die Kampfhandlungen und damit den Alten Zürichkrieg de facto, obschon die Friedensverhandlungen noch weitere vier Jahre andauerten.
Der eidgenössische Feldzug vom Februar 1445 wirkte sich aufgrund der Zerstörungen zwar verheerend für die direkt betroffenen Gebiete aus, blieben in strategischer Hinsicht hinter den Erwartungen zurück. Weder dieser Feldzug noch der vorhergehende der Gegenseite im Dezember 1444 führten zu einem Durchbruch, die Pattsituation im Sarganserland blieb bestehen. Die festen Plätze Walenstadt sowie die Burgen Flums und Sargans wurde von der zürcherisch-österreichischen Koalition gehalten, während die Landschaft des Seeztals und die Stadt Sargans den eidgenössischen Plünderungszügen schutzlos ausgeliefert war. Auch der letzte eidgenössische Feldzug ins Sarganserland im Februar 1446, der am 6. März in der für sie siegreichen Schlacht bei Ragaz gipfelte, vermochte die Situation nur kurzfristig zu ändern, die österreichische und werdenbergische Herrschaft im Sarganserland wurde bereits im Herbst 1446 wieder hergestellt. Erst nach dem Thurgauerkrieg 1460 und dem endgültigen Verkauf der Grafschaft Sargans gelangte diese 1483 als Gemeine Herrschaft an die Eidgenossen.